# 1992 في غانا
فيما يلي قوائم الأحداث التي وقعت خلال عام 1992 في غانا.

## كتب
من الكتب التي صدرت هذه السنة في غانا:
- 1 يناير – بنات أفريقيا من تأليف مارغريت باسباي، اما اتا ايدو.

## مواليد

### يناير
- 1 يناير – دانيال كوفى اجيى لاعب كرة قدم غاني.
- 5 يناير – أفري أكوا لاعب كرة قدم غاني.
- 7 يناير – الحسن واكاسو لاعب كرة قدم برتغالي.
- 10 يناير – إيمانويل فريمبونج لاعب كرة قدم غاني.
- 10 يناير – كريستيان أتسو لاعب كرة قدم غاني.
- 21 يناير – كوامي كاريكاري لاعب كرة قدم غاني.
- 24 يناير – بيلي واتارا لاعب كرة سلة فرنسي.
- 31 يناير – دافيد أوبوكو لاعب كرة قدم غاني.

### فبراير
- 6 فبراير – مهاتما أوتو لاعب كرة قدم غاني.

### أبريل
- 7 أبريل – جوزيف بافو لاعب كرة قدم سويدي.

### يونيو
- 7 يونيو – جيلبرت فيامينيو لاعب كرة قدم غاني.

### يوليو
- 10 يوليو – ريتشارد بواتينغ لاعب كرة قدم غاني.
- 10 يوليو – كوادو بوكو لاعب كرة قدم غاني.

### أغسطس
- 1 أغسطس – كوامي نصور لاعب كرة قدم غاني.
- 6 أغسطس – جون أنطوي لاعب كرة قدم غاني.
- 6 أغسطس – صامويل كياري لاعب كرة قدم غاني.
- 18 أغسطس – ألفرد نيلسون لاعب كرة قدم غاني.
- 18 أغسطس – سليمانو تيتيه ملاكم غاني.

### سبتمبر
- 20 سبتمبر – اميدو ساليفو لاعب كرة قدم غاني.
- 30 سبتمبر – كمال إساه لاعب كرة قدم غاني.

### أكتوبر
- 25 أكتوبر – سولاي مونيرو لاعب كرة قدم غاني.

### نوفمبر
- 28 نوفمبر – كوامي بواتينغ لاعب كرة قدم غاني.

### ديسمبر
- 1 ديسمبر – ماساهودو الحسن لاعب كرة قدم غاني.
- 11 ديسمبر – كوفي نيميلي لاعب كرة قدم سويسري.
- 18 ديسمبر – رشيد صوماليا لاعب كرة قدم غاني.
- 19 ديسمبر – برايت اداي لاعب كرة قدم غاني.
- 24 ديسمبر – محمد فاتاو لاعب كرة قدم غاني.

## وفيات

### نوفمبر
- 25 نوفمبر – جوزيف آرثر أنكره (مواليد 1915) سياسي غاني.

### ديسمبر
- 21 ديسمبر – أليكس كويسون ساكي (مواليد 1924) دبلوماسي غاني.